# Crimisus patruus
Crimisus patruus är en insektsart som beskrevs av Bolívar, I. 1887. Crimisus patruus ingår i släktet Crimisus och familjen torngräshoppor. Inga underarter finns listade i Catalogue of Life.